# Penrith Panthers
Els Penrith Panthers són un club professional de rugbi a 13 australià amb seu a Penrith, Sydney. El club juga a la National Rugby League (NRL).